# Zhang Wei (Archäologe)
Zhang Wei (chinesisch 张威) ist ein chinesischer Archäologe. 1982 machte er seinen Abschluss an der Archäologischen Fakultät der Universität Peking. Er ist der erste Direktor des 1987 gegründeten Zentrums für Unterwasserarchäologie des Chinesischen Nationalmuseums (Zhongguo guojia bowuguan Xiashui kaogu yanjiu zhongxin 中国国家博物馆水下考古学研究中心 Underwater Archaeology Research Office of the National Museum of Chinese History).
Zhang ist der für die Bergung des alten chinesischen Schiffswracks „Nanhai Nr. 1“ aus dem Südchinesischen Meer (chin. Nan Hai) zuständige Chefarchäologe. Auch die Xisha-Inseln (Paracel-Inseln) bilden einen Schwerpunkt seiner Interessen.

## Veröffentlichungen (Auswahl)
- Zhang Wei 张威 (Hrsg.): Xisha shuixia kaogu 西沙水下考古 The Xisha Islands Underwater Archaeology Project Report, produced by the 中国国家博物館水下考古研究中心　海南省文物保護管理辦公室 Underwater Archaeology Research Office of the National Museum of Chinese History and the Cultural Heritage Administrative Office of Hainan Province. Beijing: Kexue chubanshe 2005; ISBN 7-03-016108-4; Chinesisch (Buchbesprechung (Memento vom 17. März 2012 im Internet Archive); PDF; 284 kB)